# 원투고 항공
원투고 항공(영어: One-Two-GO Airlines)는 태국의 저비용 항공사로 본사는 방콕에 위치해 있으며 허브 공항은 돈므앙 국제공항이 있다.

## 역사
2003년 오리엔트 타이 항공이 출자해 설립되었다. 당시 전 노선에 오리엔트 타이 항공의 코드 쉐어를 실시하고 있었다. 2009년에 파산되면서 2010년 6월부터 오리엔트 타이 항공으로 전편이 운항하고 있다.

## 운항 노선
원투고 항공은 다음과 같이 운항해왔었다.
- 태국
- 방콕 - 돈므앙 국제공항 허브
- 치앙라이 - 매파루앙 치앙라이 국제공항
- 푸껫 - 푸껫 국제공항

## 운항 정지 및 안전 문제
2008년 7월 21일 회사의 발표에 따르면 전편의 운항을 9월 15일까지 정지한다고 발표했다. 같은 날, 태국의 민간 항공국이 안전 기준을 위반 하면서 7월 22일부터 7월 30일까지 운항 정지를 시켰다. 승무원의 훈련과 한층 더 운항상 문제가 발생해 최대 30일까지 운항 정지가 가능했다.태국 당국은 이 문제가 해결되지 않으면 운항 면허를 취소할 수 있다고 주장했다. 한편 운항 재개를 향해서 관리 체제를 개선하고 있었으나 2008년 10월까지 운항할 수 없었다. 2008년 12월 5일부터 일부 노선으로 운항을 재개했다. 한편 2009년 4월 8일에 EU 역내 취항 금지 항공 회사 목록에 포함되었다. 하지만 2009년 7월 EU 역내 취항 금지 항공 회사 목록에서 제외 되었다.

## 사건 및 사고
- 2007년 9월 16일, 푸켓 국제공항에서, 원투고 항공 269편 항공기가 착륙에 실패 하면서 추락한 사고로 이 항공사는 모기업인 오리엔트 타이 항공과 함께 EU 역내 취항 금지 항공 회사 목록에 포함되어 있었다.

## 사진

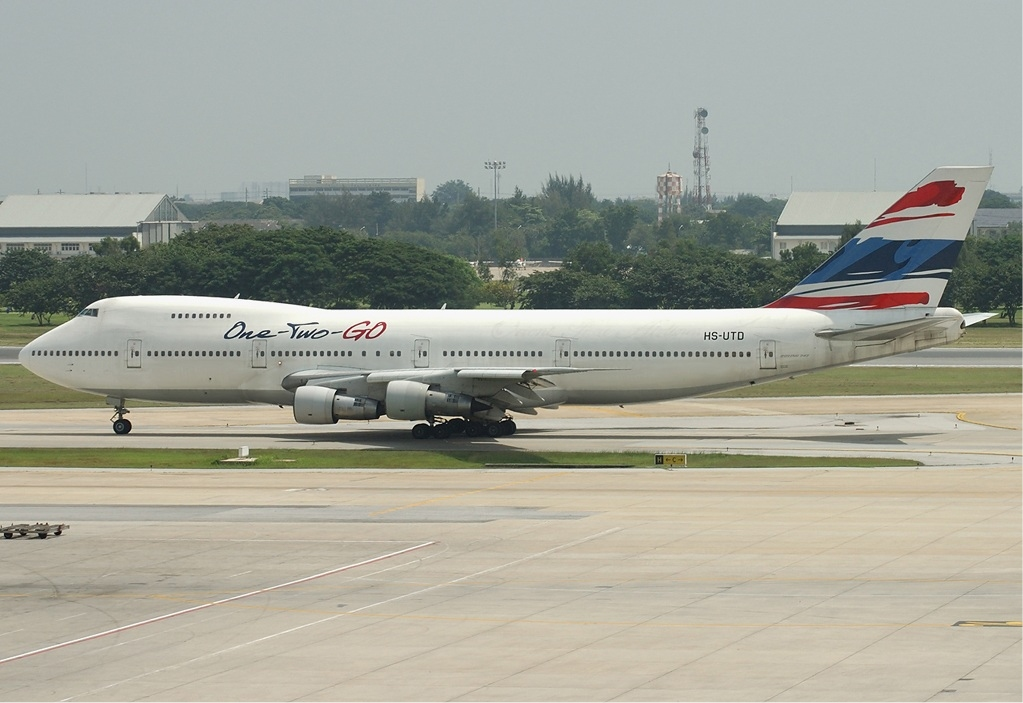
원투고 항공의 보잉 747-100 (퇴역)
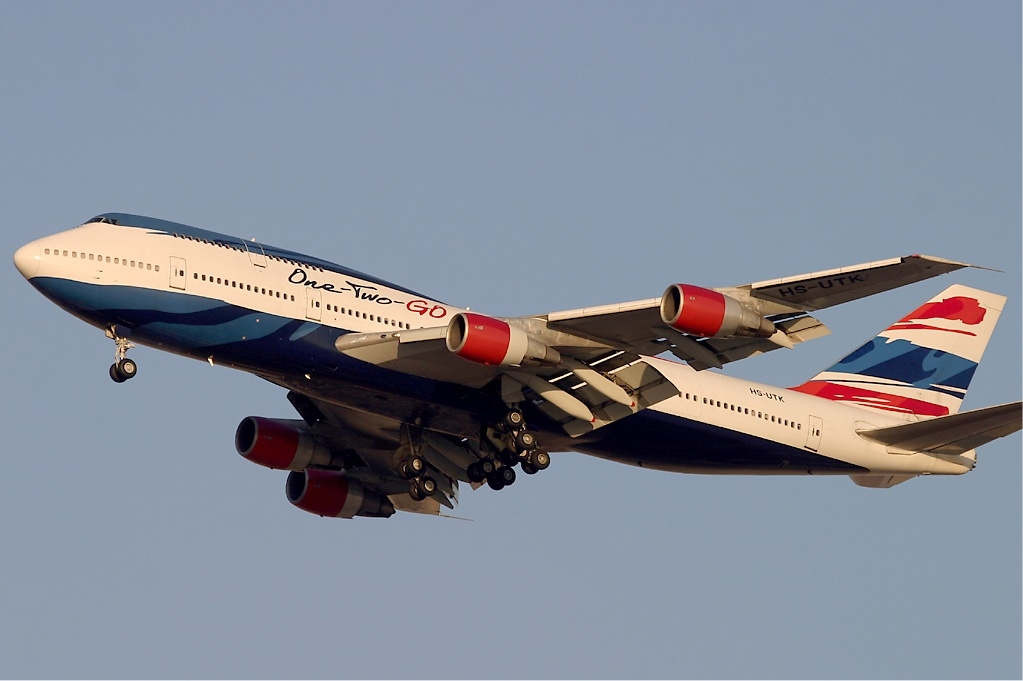
원투고 항공의 보잉 747-300 (퇴역)
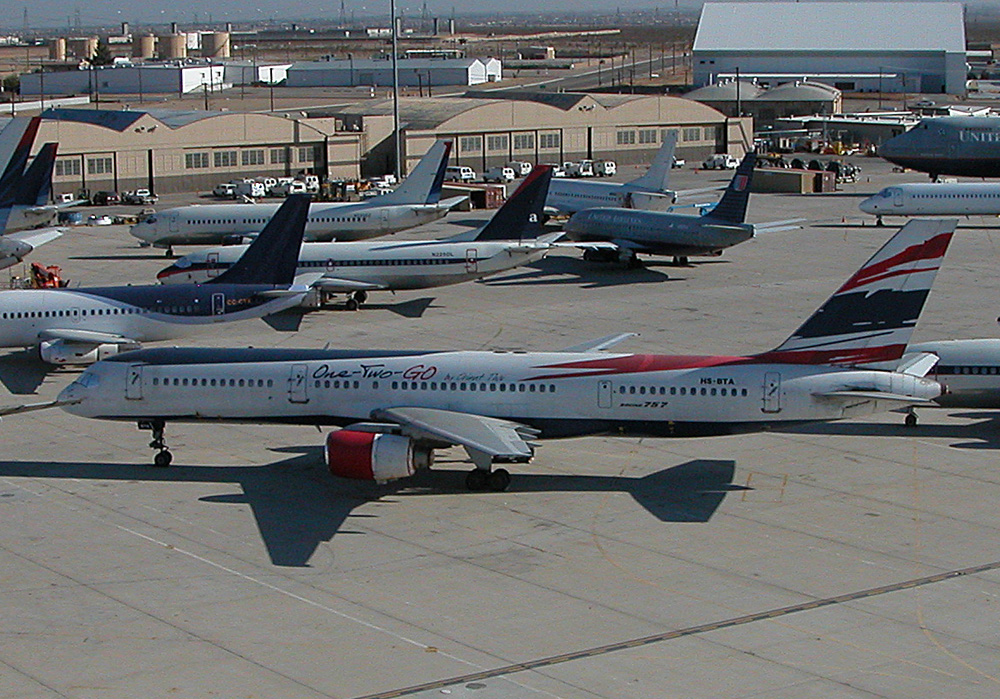
원투고 항공의 보잉 757-200 (퇴역)